# Iekaterina Gamova
Iekaterina Aleksandrovna Gamova (en russe : Екатерина Александровна Гамова) est une ancienne joueuse russe de volley-ball née le 17 octobre 1980 à Tcheliabinsk (oblast de Tcheliabinsk). Elle mesure 2,02 m, chausse du 49 et jouait au poste d'attaquante. Elle a totalisé 237 sélections en équipe de Russie.
Elle a mis un terme à sa carrière de volleyeuse professionnelle en mai 2016.

## Biographie
Iekaterina Gamova fait partie de l'équipe de Russie de volley-ball féminin médaillée d'argent aux Jeux olympiques d'été de 2000 à Sydney et aux Jeux olympiques d'été de 2004 à Athènes.

## Clubs
| Club                          | De          | À           |
| ----------------------------- | ----------- | ----------- |
| VK Metar                      | 1996 - 1997 | 1997 - 1998 |
| Ouraltransbank Iekaterinbourg | 1998 - 1999 | 1999 - 2000 |
| Ouralotchka Iekaterinbourg    | 2000 - 2001 | 2002 - 2003 |
| Dinamo (Moscou Rég.)          | 2003 - 2004 | 2003 - 2004 |
| Dinamo Moscou                 | 2004 - 2005 | 2008 - 2009 |
| Fenerbahçe İstanbul           | 2009 - 2010 | 2009 - 2010 |
| Dinamo Kazan                  | 2010 - 2011 | 2015 - 2016 |

## Palmarès

### Équipe nationale
- Jeux olympiques
  -  2000 à Sydney.
  -  2004 à Athènes.
- Championnat du monde (2)
  - Vainqueur : 2006, 2010
- Championnat d'Europe (2)
  - Vainqueur : 1999, 2001
- Grand Prix mondial (2)
  - Vainqueur : 1999, 2002
  - Finaliste : 2000, 2003, 2006, 2009
- Coupe du monde
  - Finaliste : 1999
- World Grand Champions Cup
  - Finaliste : 2001
- Championnat du monde des moins de 20 ans
  - Vainqueur : 1997, 1999

### Clubs
- Championnat de Russie[3]
  - Vainqueur : 2001, 2002, 2003, 2006, 2007, 2009, 2011, 2012, 2013, 2014, 2015.
  - Finaliste : 1999, 2000, 2004, 2005, 2008.
- Coupe de Russie[3]
  - Vainqueur : 2010, 2012.
  - Finaliste : 2013, 2015.
- Ligue des champions
  - Vainqueur : 2014.
  - Finaliste : 2003, 2007, 2009, 2010
- Championnat de Turquie (1)
  - Vainqueur : 2010
- Coupe de Turquie (1)
  - Vainqueur : 2010
- Supercoupe de Turquie
  - Vainqueur: 2009
- Championnat du monde des clubs[4]
  - Vainqueur : 2014.

### Distinctions individuelles
- Championnat du monde de volley-ball féminin des moins de 20 ans 1999 : Meilleure marqueuse.
- Grand Prix mondial de volley-ball 2000 : Meilleure contreuse.
- World Grand Champions Cup féminine 2001 : Meilleure marqueuse et contreuse[5].
- Ligue des champions de volley-ball féminin 2002-2003 : Meilleure marqueuse.
- Grand Prix mondial de volley-ball 2003 : Meilleure marqueuse.
- Jeux olympiques d'été de 2004 : Meilleure marqueuse  et meilleure contreuse.
- Grand Prix mondial de volley-ball 2006 : Meilleure marqueuse.
- Ligue des champions de volley-ball féminin 2006-2007 : Meilleure serveuse[6].
- Championnat d'Europe de volley-ball féminin 2007 : Meilleure marqueuse[7].
- Ligue des champions de volley-ball féminin 2008-2009 : Meilleure marqueuse.
- Ligue des champions de volley-ball féminin 2009-2010 : Meilleure marqueuse.
- Championnat du monde de volley-ball féminin 2010 : MVP[8].
- Ligue des champions de volley-ball féminin 2013-2014 : Meilleur marqueuse et MVP[9].
- Championnat du monde des clubs de volley-ball féminin 2014 : Meilleure attaquante et MVP[10].